# Liste der Baudenkmale in Rüstersiel
In der Liste der Baudenkmale in Rüstersiel sind die Baudenkmale im Stadtteil Rüstersiel der kreisfreien Stadt Wilhelmshaven in Niedersachsen aufgelistet. Die Quelle der Baudenkmale ist der Denkmalatlas Niedersachsen.

## Allgemein
In den Spalten befinden sich folgende Informationen:
- Lage: die Adresse des Baudenkmales und die geographischen Koordinaten. Kartenansicht, um Koordinaten zu setzen. In der Kartenansicht sind Baudenkmale ohne Koordinaten mit einem roten Marker dargestellt und können in der Karte gesetzt werden. Baudenkmale ohne Bild sind mit einem blauen Marker gekennzeichnet, Baudenkmale mit Bild mit einem grünen Marker.
- Bezeichnung: Bezeichnung des Baudenkmales
- Beschreibung: die Beschreibung des Baudenkmales. Unter § 3 Abs. 2 NDSchG werden Einzeldenkmale und unter § 3 Abs. 3 NDSchG Gruppen baulicher Anlagen und deren Bestandteile ausgewiesen.
- ID: die Objekt-ID des Baudenkmales
- Bild: ein Bild des Baudenkmales, ggf. zusätzlich mit einem Link zu weiteren Fotos des Baudenkmals im Medienarchiv Wikimedia Commons. Wenn man auf das Kamerasymbol klickt, können Fotos zu Baudenkmalen aus dieser Liste hochgeladen werden:

## Liste
Baudenkmale im Stadtteil Rüstersiel.

| Lage                                              | Bezeichnung                  | Beschreibung                                                                     | ID       | Bild           |
| ------------------------------------------------- | ---------------------------- | -------------------------------------------------------------------------------- | -------- | -------------- |
| An der Vogelwarte 53° 33′ 51″ N, 8° 6′ 25″ O      | Fort Rüstersiel              | weitgehend identisch mit "Infanteriewerk Rüstersiel", Denkmal Objekt-ID 28942143 | 37070886 | Weitere Bilder |
| Am Siel 53° 33′ 36″ N, 8° 6′ 29″ O                | Rüstersieler Ehrenmal        | Kriegerdenkmal: Gefallenendenkmal Erster Weltkrieg                               | 35141326 | Weitere Bilder |
| Am Siel 5 53° 33′ 37″ N, 8° 6′ 24″ O              | Wohnhaus                     |                                                                                  | 35141373 |                |
| 53° 33′ 33″ N, 8° 6′ 33″ O                        | Ehemalige Sielhafen-Bebauung | Baudenkmal-Gruppe                                                                | 35135716 |                |
| Neuengrodendeich 1 53° 33′ 33″ N, 8° 6′ 34″ O     | Wohnhaus                     | Ehemaliges Gulfhaus (Baudenkmal-Gruppe ehemalige Sielhafen-Bebauung)             | 35153668 |                |
| Neuengrodendeich 2 53° 33′ 33″ N, 8° 6′ 35″ O     | Wohnhaus                     | Ehemaliges Gulfhaus (Baudenkmal-Gruppe ehemalige Sielhafen-Bebauung)             | 35153692 |                |
| Neuengrodendeich 3 53° 33′ 33″ N, 8° 6′ 35″ O     | Wohnhaus                     | Ehemaliges Gulfhaus (Baudenkmal-Gruppe ehemalige Sielhafen-Bebauung)             | 35153715 |                |
| Rüstersieler Straße 78 53° 33′ 33″ N, 8° 6′ 29″ O | Gulfhaus                     | Ehemaliges Gulfhaus (Baudenkmal-Gruppe ehemalige Sielhafen-Bebauung)             | 35153456 |                |
| Rüstersieler Straße 79 53° 33′ 33″ N, 8° 6′ 31″ O | Packhaus                     | (Baudenkmal-Gruppe ehemalige Sielhafen-Bebauung)                                 | 35153478 |                |
| Rüstersieler Straße 80 53° 33′ 34″ N, 8° 6′ 29″ O | Wohnhaus                     | Ehemaliges Gulfhaus (Baudenkmal-Gruppe ehemalige Sielhafen-Bebauung)             | 35153502 |                |

## Ehemalige Denkmale
Ehemalige Baudenkmale im Stadtteil Rüstersiel.

| Lage                                          | Bezeichnung  | Beschreibung                                                                             | ID       | Bild |
| --------------------------------------------- | ------------ | ---------------------------------------------------------------------------------------- | -------- | ---- |
| Am Siel 53° 33′ 35″ N, 8° 6′ 33″ O            | Siel         | Das Siel wurde 1971 abgebrochen                                                          | 35141349 |      |
| Neuengrodendeich 1 53° 33′ 33″ N, 8° 6′ 34″ O | Nebengebäude | Wirtschaftstrakt, kein separates Objekt (Baudenkmal-Gruppe ehemalige Sielhafen-Bebauung) | 35154419 |      |
| Neuengrodendeich 3 53° 33′ 32″ N, 8° 6′ 35″ O | Nebengebäude | Nebengebäude (Baudenkmal-Gruppe ehemalige Sielhafen-Bebauung)                            | 46273964 |      |